# Elvira Barbey
Elvira Barbey (7 augustus 1892 - ?) was een Zwitserse kunstschaatsster. Zij nam deel aan de Olympische Winterspelen van 1928.

## Belangrijkste resultaten

### Olympische Winterspelen
| Jaar | Plaats       | Discipline  | Onderdeel | Resultaat                               |
| ---- | ------------ | ----------- | --------- | --------------------------------------- |
| 1928 | Sankt Moritz | kunstrijden | vrouwen   | 19e                                     |
| 1928 | Sankt Moritz | kunstrijden | gemengd   | 11e (samen met echtgenoot Louis Barbey) |